# Fiat Coupé
Fiat Coupé (Type 175), cunoscut oficial și sub denumirea de Coupé Fiat, este un automobil produs de Fiat între anii 1993 și 2000. Acest coupé cu două uși și patru locuri a fost prezentat oficial la Salonul Auto de la Bologna în decembrie 1993. Designul exterior al vehiculului a fost realizat de Chris Bangle la Centro Stile Fiat, în timp ce interiorul a fost conceput de Pininfarina.

## Istoric
Fiat Coupé a atras atenția presei de specialitate în 1992, când mai multe fotografii spion au surprins modelul în timpul testelor. Fiat a decis să producă un nou coupé bazat pe vechea platformă Tipo, după ce fabrica Pininfarina a rămas inactivă în urma eșecului proiectului Cadillac Allanté din jurul anului 1990. Pentru designul acestui model au fost propuse două concepte: unul dezvoltat de echipa internă Centro Stile a Fiat, condusă de Chris Bangle, și celălalt realizat de Pininfarina. În mod surprinzător, conceptul lui Bangle a fost preferat de conducerea Fiat. Designul propus de Pininfarina a fost ulterior adoptat de Peugeot pentru modelul 406 Coupé, lansat în octombrie 1996.
La lansarea sa din ianuarie 1994, Fiat Coupé era echipat cu un motor de 2,0 litri, 16 valve, cu patru cilindri, disponibil în două versiuni: turbo, care dezvolta 190 CP, și cu aspirație naturală, care genera 139 CP. Aceste motoare erau derivate din designul twin-cam al Fiat, moștenit de la Lancia Delta Integrale, de șase ori câștigătoare a Campionatului Mondial de Raliuri. În 1996, gama de motorizări a fost extinsă cu un motor de 1,8 litri, 16 valve (131 CP), un motor de 2,0 litri, 20 valve, cu cinci cilindri (147 CP) și o versiune turbo a acestuia din urmă (220 CP). Tot în 1996, Fiat a adus câteva modificări de design, inclusiv grila frontală revizuită, volanul, panouri de ușă cu inserții din piele, o consolă centrală redesenată și înlocuirea ceasului digital cu unul analogic.
Atât versiunile turbo de 16V cu patru cilindri, cât și cele de 20V cu cinci cilindri (echipate cu patru supape pe cilindru) au fost dotate cu un diferențial autoblocant Viscodrive, extrem de eficient. Acest sistem a fost proiectat pentru a reduce subvirarea, o problemă frecventă la automobilele puternice cu tracțiune pe puntea față.
Fiat Coupé era echipat cu suspensie independentă pe toate roțile. Pe puntea față, configurația includea un sistem MacPherson cu brațe inferioare de control fixate pe o traversă auxiliară, arcuri elicoidale separate și o bară antiruliu. Pe puntea spate, sistemul consta în brațe oscilante montate pe un subcadru auxiliar, arcuri elicoidale și o bară antiruliu.
| An    | Unități fabricate |
| ----- | ----------------- |
| 1993  | 119               |
| 1994  | 17.619            |
| 1995  | 13.732            |
| 1996  | 11.273            |
| 1997  | 12.288            |
| 1998  | 9.042             |
| 1999  | 6.332             |
| 2000  | 2.357             |
| Total | 72.762            |

În 1998 a fost lansată ediția limitată Limited Edition (LE), care se distinge la exterior printr-un body kit personalizat și detalii gri-titan, inclusiv jantele, capacul rezervorului, cupele farurilor din spate, carcasele oglinzilor și etrierele de frână Brembo vopsite în roșu. La interior, specificațiile LE includeau un sistem de pornire cu buton, scaune Recaro cu inserții din piele roșie, pedale Sparco, iar bordul colorat în ton cu caroseria a fost înlocuit cu unul de culoare gri-titan.
Din punct de vedere mecanic, modificările față de modelul standard 20V Turbo au fost minime, însă LE a introdus, în premieră, o cutie de viteze cu șase trepte, o bară de rigidizare a suspensiei și capacele motorului vopsite în roșu.
Modelul LE a fost disponibil în cinci culori: Negru (non-metalizat), Roșu (non-metalizat), Gri Vinci (metalizat), Gri Crono (non-metalizat) și Gri Oțel (metalizat).
Fiecare unitate din ediția limitată (LE) a fost echipată cu o plăcuță de identificare amplasată lângă oglinda retrovizoare, pe care era gravat un număr unic de identificare al vehiculului. Se zvonește că Michael Schumacher a fost proprietarul inițial al exemplarul LE nr. 0001. Cu toate acestea, atunci când a fost întrebat personal despre acest subiect, Schumacher a confirmat că a deținut un exemplar din această ediție, însă acesta era de culoare roșie, în timp ce LE nr. 0001 era Gri Crono.
Inițial, un purtător de cuvânt Fiat a declarat că doar aproximativ 300 de unități din ediția limitată vor fi fabricate, deși plăcuțele de identificare permiteau numere din patru cifre. Numărul final de unități produse a fost mult mai mare, unele surse indicând până la 1400 de exemplare. Această discrepanță a nemulțumit mulți dintre proprietarii primelor 300 de unități și, foarte probabil, a avut un impact negativ asupra valorii reziduale a vehiculelor.
În 1998, motorul de 2.0 litri, cinci cilindri și 20V a primit un sistem de admisie variabilă, ceea ce a dus la o creștere a puterii la 154 CP (113 kW). De asemenea, pragurile versiunii Turbo au fost vopsite în culoarea caroseriei. Fiat a lansat și modelul Turbo 'Plus' cu motor de 2.0 litri, cinci cilindri. Acesta dispunea de un kit opțional care îl făcea aproape identic cu LE, cu excepția unor mici modificări la interior și lipsa plăcuței de identificare unică.
La începutul anului 2000, Fiat a lansat o altă ediție specială a modelului Coupé, echipată cu motorul de 1,8 litri. Aceasta a fost disponibilă exclusiv pe piața europeană continentală și a fost promovată ca o versiune elegantă și accesibilă. Această ultimă variantă avea scaune din piele diferite, un vitezometru alb cu săgeți galbene, jante noi de 16 inci BBS și o nouă grilă în stil „fagure”. Producția a încetat în vara aceluiași an, fără planuri pentru un succesor direct.
Modelul 2,0 litri 20V Turbo poate accelera de la 0 la 100 km/h în 6,5 secunde, în timp ce versiunea 20V Turbo Plus o face în 6,3 secunde. Viteza maximă a acestora era de 240 km/h, respectiv 250 km/h în cazul versiunii cu transmisia cu șase trepte.

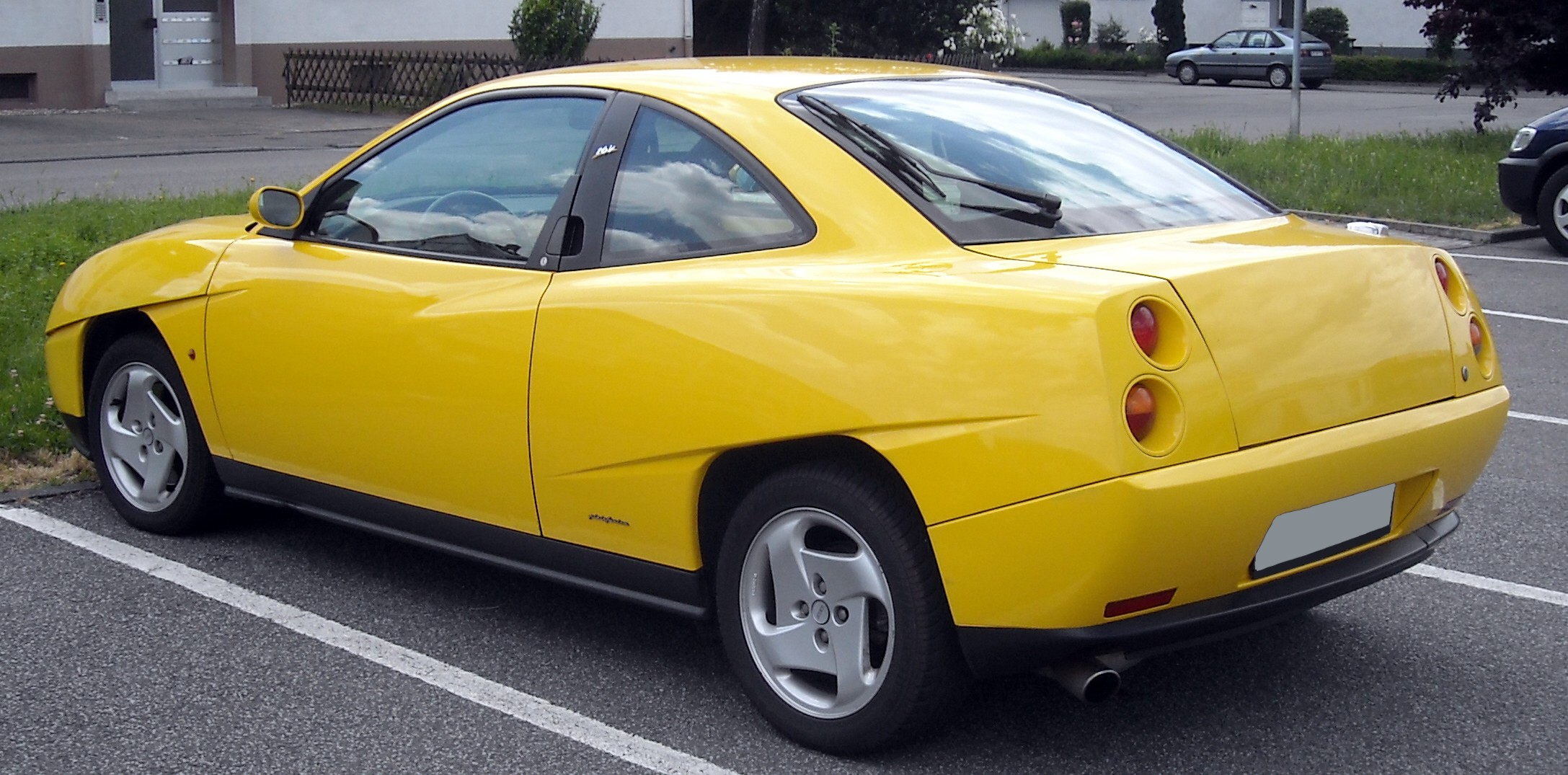
Partea din spate a modelului Fiat Coupé
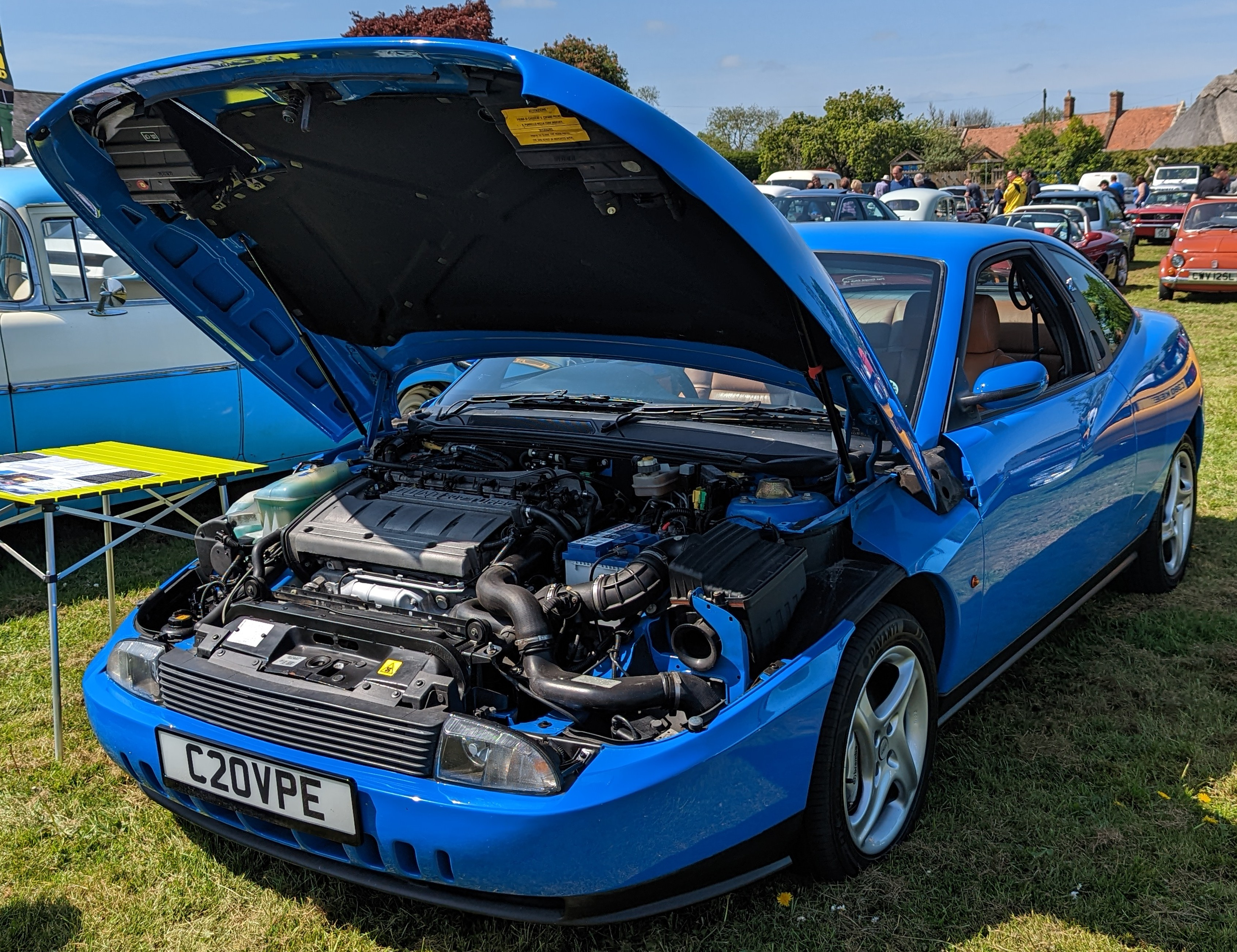
Fiat Coupé 20VT cu capota tip clamshell deschisă
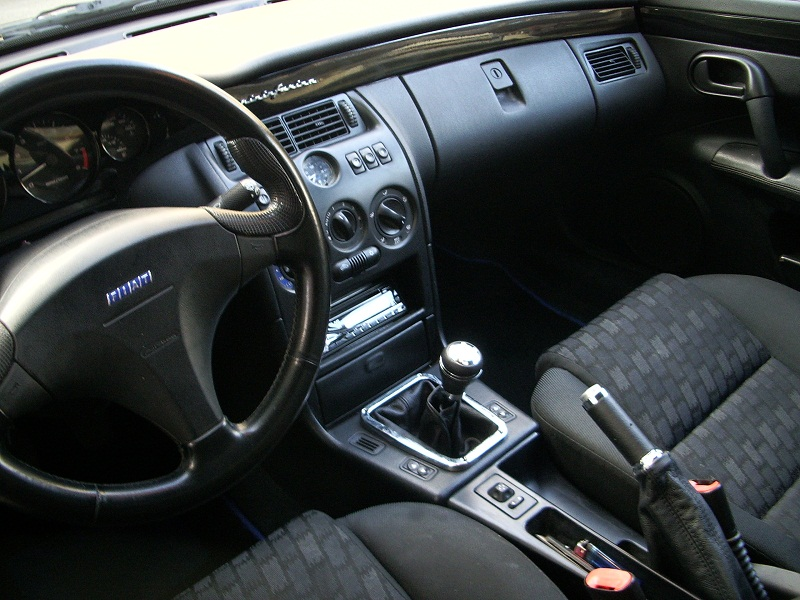
Interiorul modelului Fiat Coupé

## Motoare
| Model          | Motor | Capacitate cilindrică | Putere                              | Cuplu                           | 0–100 km/h (0–62 mph) | Viteză maximă                                                   |
| -------------- | ----- | --------------------- | ----------------------------------- | ------------------------------- | --------------------- | --------------------------------------------------------------- |
| 1.8 16V        | I4    | 1747 cm³              | 131 PS (96 kW; 129 CP) la 6300 rpm  | 164 N·m (121 lb·ft) la 4300 rpm | 9,2 s                 | 205 km/h (127 mph)                                              |
| 2.0 16V        | I4    | 1995 cm³              | 139 PS (102 kW; 137 CP) la 6000 rpm | 180 N·m (133 lb·ft) la 4500 rpm | 9,2 s                 | 208 km/h (129 mph)                                              |
| 2.0 20V        | I5    | 1998 cm³              | 147 PS (108 kW; 145 CP) la 6100 rpm | 186 N·m (137 lb·ft) la 4500 rpm | 8,9 s                 | 212 km/h (132 mph)                                              |
| 2.0 20V V.I.S. | I5    | 1998 cm³              | 154 PS (113 kW; 152 CP) la 6700 rpm | 186 N·m (137 lb·ft) la 3750 rpm | 8,4 s                 | 217 km/h (135 mph)                                              |
| 2.0 16V Turbo  | I4    | 1995 cm³              | 190 PS (140 kW; 187 CP) la 5500 rpm | 290 N·m (214 lb·ft) la 3400 rpm | 7,5 s                 | 225 km/h (140 mph)                                              |
| 2.0 20V Turbo  | I5    | 1998 cm³              | 220 PS (162 kW; 217 CP) la 5750 rpm | 310 N·m (229 lb·ft) la 2500 rpm | 6,3 s                 | - 240 km/h (149 mph) (5 trepte) - 250 km/h (155 mph) (6 trepte) |